# Języki satem

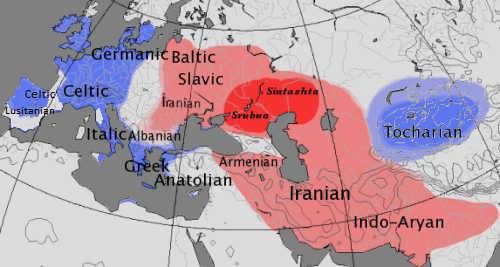
Języki kentum i satem na początku I tysiąclecia n.e. Kolor niebieski – języki kentum, czerwony – języki satem. Ciemnoczerwonym kolorem zaznaczono hipotetyczne centrum palatalizacji indoeuropejskiej.

Języki satem, języki satemowe (od słowa satem „sto” w awestyjskim) – grupa języków indoeuropejskich, w których palatalizacja indoeuropejska zmieniła miękkie [k] w [s], niekiedy też w [ɕ] (sanskryt) lub [ʃ] (bałtyckie).
Należą do niej języki słowiańskie (w tym polski), języki bałtyckie, języki indoaryjskie, języki irańskie, języki nuristańskie, język ormiański i język albański.
Ponieważ innowacja satemowa zaszła jeszcze przed ostatecznym rozdzieleniem się powyższych grup językowych, część językoznawców uważa, że stanowią one – w odróżnieniu od języków kentumowych – grupę genetyczną. Języki kentumowe nazywa się peryferyjnymi, a satemowe centralnymi (zobacz mapka obok).
Przykładem różnicy pomiędzy językami satemowymi a kentumowymi jest polskie słowo „serce”. Pochodzi ono bezpośrednio od prasłowiańskiego rdzenia srd- (z r sonantycznym), który z kolei wywodzi się z praindoeuropejskiego k’rd (również z r sylabotwórczym), w łacinie poświadczonego w wyrazie cor, cordis („serce”).
W nowszej indoeuropeistyce zamiast dwóch grup, satemowej i kentumowej, wprowadza się podział na języki wschodnie i zachodnie.